# Grigorăuca, Sîngerei
Grigorăuca este satul de reședință al comunei cu același nume  din raionul Sîngerei, Republica Moldova. În sat sunt 5 biserici, 8 magazine, o saună, o grădiniță și o școală.

## Istorie
Satul Grigorăuca a fost întemeiat în anul 1902 cu denumirea Gavrilăuca (Gavrilovca)
Conform recensământului general al populației din anul 1930, în satul Grigoreni au fost numărați 397 locuitori, inclusiv 28 români, 295 ruși și 74 polonezi. După limba maternă, 28 locuitori au indicat limba română, 364 loc. - limba rusă și 5 persoane - limba poloneză.
Ultimul recensământ sovietic a numărat 1807 locuitori în Grigorevca, inclusiv 627 moldoveni/români; 1080 ucraineni; 96 ruși; 2 găgăuzi și 2 bulgari.